# Plaesiomys
Plaesiomys é um gênero extinto de conchas do período Ordoviciano. Fósseis desse gênero foram encontrados no Canadá, China, Europa e Estados Unidos.

## Espécies
- Plaesiomys anticostiensis Shaler, 1865
- Plaesiomys bellistriatus Wang, 1949
- Plaesiomys carletona Twenhofel, 1928
- Plaesiomys fidelis Popov et al., 2000
- Plaesiomys iphigenia Billings, 1865
- Plaesiomys multiplicata Bancroft, 1945
- Plaesiomys porcata McCoy, 1846
- Plaesiomys proavitus Winchell e Schuchert, 1892
- Plaesiomys rockymontana Wilson, 1926
- Plaesiomys saxbiana Oraspold, 1959
- Plaesiomys subquadrata Hall, 1847